# Peter Gordon (żeglarz)
Peter Dawson Gordon (ur. 16 sierpnia 1882 w Nairn, zm. 26 czerwca 1975 w Vancouver) – kanadyjski żeglarz sportowy, medalista olimpijski.
Podczas letnich igrzysk olimpijskich w Los Angeles (1932) zdobył, wspólnie z Ronaldem Maitlandem, Ernestem Cribbem, Harrym Jonesem, Hubertem Wallace’em i George’em Gylesem, srebrny medal w żeglarskiej klasie 8 metrów. 
Urodzony w prowincji Ontario Peter Gordon zajmował się strzelectwem sportowym, a przed przeprowadzką do Vancouver w Kolumbii Brytyjskiej i założeniem przedsiębiorstwa P. D. Gordon Hardware był mistrzem w strzelaniu do rzutków w prowincji Saskatchewan. Dołączył także do Royal Vancouver Yacht Club i został wybrany do reprezentowania Kanady podczas olimpiady w 1932. Pomimo porażki we wszystkich czterech wyścigach, Kanadyjczycy zdobyli srebrne medale, ponieważ w klasie 8 metrów rywalizowały tylko dwie drużyny (drugą była reprezentacja Stanów Zjednoczonych).
Peter Gordon prowadził sklep z artykułami gospodarstwa domowego i narzędziami. 